# Mięśnie grzbietu
Mięśnie grzbietu (łac. musculi dorsorum) – w anatomii człowieka grupa mięśni, położonych na powierzchni grzbietowej tułowia. Dzieli się je na mięśnie powierzchowne i głębokie.

## Mięśnie grzbietu powierzchowne
Powierzchowne mięśnie grzbietu dzieli się na dwie grupy:
- Mięśnie kolcowo-ramienne (łac. musculi spinohumerales):
  - mięsień czworoboczny (łac. musculus trapezius)
  - mięsień najszerszy grzbietu (łac. musculus latissimus dorsi)
  - mięsień równoległoboczny (łac. musculus rhomboideus)
  - mięsień dźwigacz łopatki (łac. musculus levator scapulae)
- Mięśnie kolcowo-żebrowe, mięśnie zębate tylne (łac. musculi spinocostales, musculi serrati posteriores):
  - mięsień zębaty tylny górny (łac. musculus serratus posterior superior)
  - mięsień zębaty tylny dolny (łac. musculus serratus posterior inferior)[2]

## Mięśnie grzbietu głębokie
Głębokie mięśnie grzbietu należą przeważnie do właściwych mięśni grzbietu i są unerwione przez gałęzie tylne nerwów rdzeniowych. Leżą one w bruzdach po bocznych stronach wyrostków kolczystych kręgów i ciągną się od czaszki do miednicy. W grupie tej wyróżnia się pasmo przyśrodkowe i pasmo boczne, oraz grupy: mięśni długich, mięśni krótkich i mięśni podpotylicznych. Mięsień krzyżowo-grzbietowy (zbudowany z mięśnia biodrowo-żebrowego i mięśnia najdłuższego) i mięsień kolcowy wspólnie określane są nazwą mięśnia prostownika grzbietu.
- Długie mięśnie grzbietu:
  - mięśnie płatowate (łac. musculi splenii), dzielące się na:
    - mięsień płatowaty głowy (łac. musculus splenius capitis)
    - mięsień płatowaty szyi (łac. musculus splenius cervicis)

  - mięsień krzyżowo-grzbietowy (łac. musculus sacrospinalis)
    - mięsień biodrowo-żebrowy (łac. musculus iliocostalis)
    - mięsień najdłuższy (łac. musculus longissimus), dzielący się na trzy pasma:
      - mięsień najdłuższy klatki piersiowej (łac. musculus longissimus thoracis)
      - mięsień najdłuższy szyi (łac. musculus longissimus cervicis)
      - mięsień najdłuższy głowy (łac. musculus longissimus capitis)

  - mięsień kolcowy (łac. musculus spinalis), dzielący się na:
    - mięsień kolcowy klatki piersiowej (łac. musculus spinalis thoracis)
    - mięsień kolcowy szyi (łac. musculus spinalis cervicis)
    - mięsień kolcowy głowy (łac. musculus spinalis capitis)

  - mięsień półkolcowy (łac. musculus semispinalis)
  - mięsień wielodzielny (łac. musculus multifidus)
  - mięśnie skręcające (łac. musculi rotatores)[7]
- Krótkie mięśnie grzbietu:
  - mięśnie międzykolcowe (łac. musculi interspinales)
  - mięsień krzyżowo-guziczny tylny (łac. musculus sacrococcygeus dorsalis)
  - mięsień krzyżowo-guziczny przedni (łac. musculus sacrococcygeus ventralis)
  - mięśnie międzypoprzeczne (łac. musculi intertransversarii)
  - mięśnie dźwigacze żeber (łac. musculi levatores costarum)[8]
- Mięśnie podpotyliczne:
  - mięsień skośny górny głowy (łac. musculus obliquus capitis superior)
  - mięsień prosty tylny mniejszy głowy (łac. musculus rectus capitis posterior minor)
  - mięsień prosty tylny większy głowy (łac. musculus rectus capitis posterior major)
  - mięsień skośny dolny głowy (łac. musculus obliquus capitis inferior)
  - mięsień prosty boczny głowy (łac. musculus rectus capitis lateralis)[9]

## Powięzie grzbietu
1. powięź powierzchowna grzbietu (łac. fascia superficialis dorsi)
2. powięź piersiowo-lędźwiowa (łac. fascia thoracolumbalis)
3. powięź karku (łac. fascia nuchae)[10]